# Barbu Ștefănescu Delavrancea
Barbu Ștefănescu Delavrancea (ur. 11 kwietnia 1858 w Bukareszcie, zm. 29 kwietnia 1918 w Jassach) – rumuński pisarz, polityk i poeta, członek Akademii Rumunii, autor realistycznych nowel z akcentami krytyki społecznej, poematów pisanych prozą, dramatów (trylogia historyczna), uważany za jedną z największych postaci Rumuńskiego odrodzenia narodowego.